# San Fernando (California)
San Fernando è una città della Contea di Los Angeles, in California (Stati Uniti), enclave in Los Angeles,